# ブリヂストン
株式会社ブリヂストン（英: Bridgestone Corporation）は、東京都中央区京橋に本社を置く日本のタイヤメーカー。石橋正二郎 によって創設された。日経平均株価およびTOPIX Large70、JPX日経インデックス400の構成銘柄の一つ。
フランスのミシュランに次ぐ自動車用タイヤサプライヤーであり、ミシュランとアメリカのグッドイヤーと共に、世界3大タイヤメーカーの一角である。

## 概要
1930年に、ゴム産業が盛んであった福岡県久留米市で日本足袋（現アサヒシューズ）のタイヤ部門として発足し、1931年にブリッヂストンタイヤ株式会社として分社独立した。その後、1951年にブリヂストンタイヤ株式会社に社名変更し、1984年に株式会社ブリヂストンに社名変更した。
社名は、創業者の石橋正二郎にちなみ、英語の「ブリッジ」（橋）と「ストーン」（石）を合成したものである。姓を直訳して「ストーンブリッジ」では語呂が悪いので、逆さにして「ブリヂストン」とした。また当時、タイヤの世界的ブランドだったファイアストンのような一流企業になりたいという思いも込められた。創業者の社是は「最高の品質で社会に貢献」。
ブリヂストンブランドのスポーツ用品事業（ゴルフやテニスなど）、自転車事業はグループ子会社が行う。三井住友銀行とは旧住友銀行時代から緊密な関係にある。
国内で市販されているタイヤは、基本的にブリヂストン本体から販売会社がタイヤを買って市場に供給している。販売会社はかつては各都道府県にあったが、経営統合により一部地域を除いて全国1社化された。店舗ブランドとして「ブリヂストンタイヤショップ」「コクピット」「タイヤ館」「ミスタータイヤマン」を持つ。
売上高の地域別内訳は、日本国内が25%程度で、半分近くが南北アメリカ大陸である。

## 事業内容
タイヤ部門
乗用車用/トラック・バス用/建設・産業・農業車両用/航空機用/地下鉄用（札幌市営交通）/二輪自動車・自転車用のタイヤ・チューブ。
化工品部門
自動車関連部品、ウレタンフォーム及びその関連用品、事務機器用精密部品、工業用資材関連用品、建築・配管関連用品、土木・海洋関連用品。
関連会社の事業
子会社ブリヂストンサイクルで自転車事業を展開する。1950年代にはブリヂストンサイクルでオートバイを製造したこともあったが後に撤退した。日本足袋から独立した経緯から、その後身のアサヒコーポレーション（現：アサヒシューズ）を通じて、ブリヂストンブランドの靴を発売している。

## ロゴとシンボルマーク

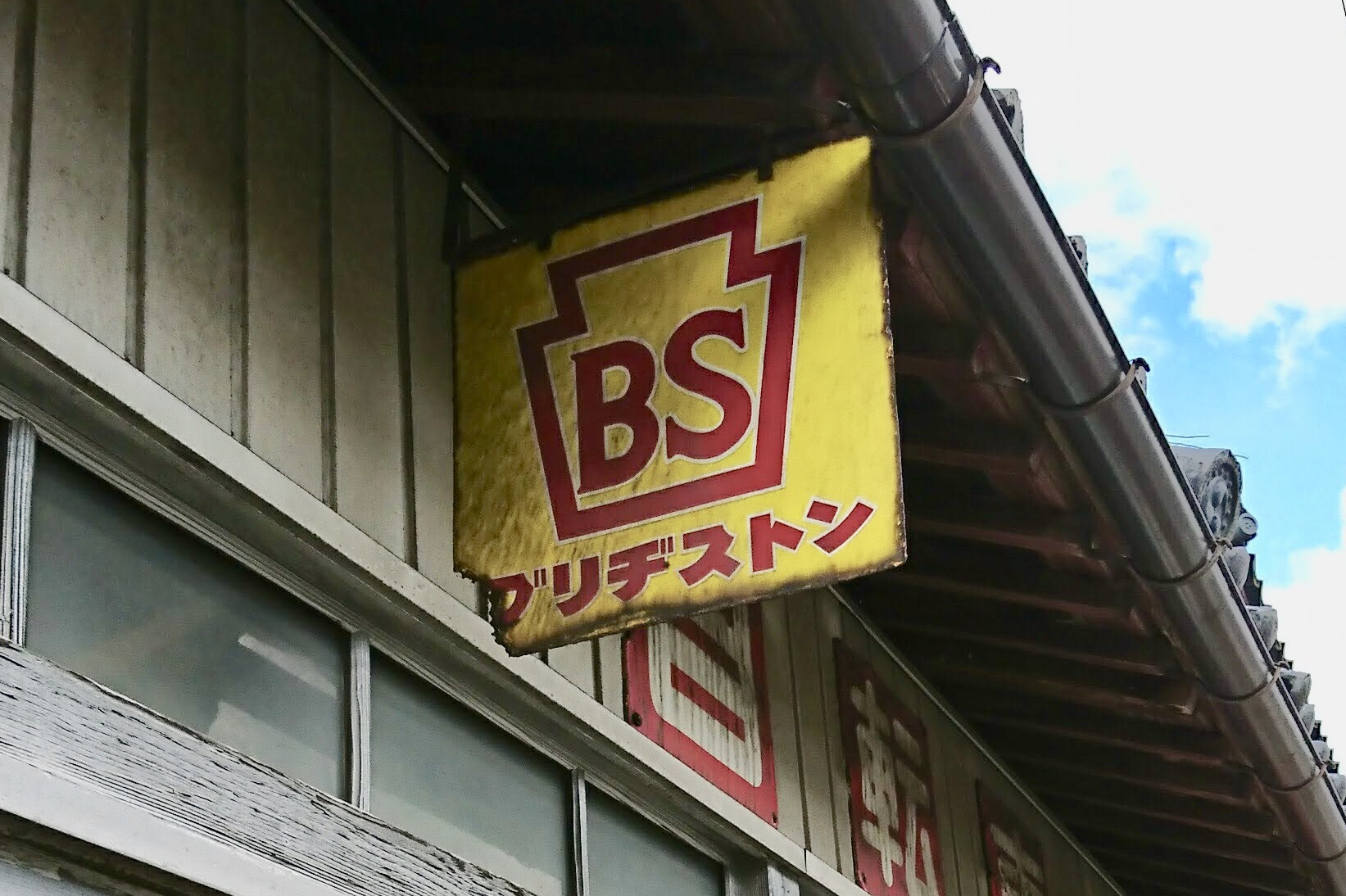
キーストンマークの広告看板（福井県鯖江市）

シンボルマークとして、現在はアルファベットの「B」をかたどったものが使われている。1980年（昭和55年）に創立50周年「ブリヂストンは拡がる、世界へ、生活へ」のCI目標を掲げたプロジェクトの一環として梅田正徳の手によって手がけられたもので、1984年（昭和59年）に発表された。2011年（平成23年）には、丸みを帯びたものに若干変更が加えられ（ロゴフォントも同様）、旧ロゴのRの文字が見やすく変更された。
1967年から2025年現在まで使用しているシンボルマークは、凸の中に「BS」の文字を入れたもので、ブリヂストンはキーストンマークと称している。現行のロゴマークは7代目である。1967年（昭和42年） - 1984年（昭和59年）当時のマークには、ブリヂストンを略した「BS」が使われた。

## 沿革
- 1930年（昭和5年） - 日本足袋株式会社（現：アサヒシューズ株式会社）タイヤ部により純国産タイヤ第1号が生まれる[注釈 5]。
- 1931年（昭和6年） - 3月1日 - 日本足袋タイヤ部が独立し、福岡県久留米市に「ブリッヂストンタイヤ株式会社」設立。
- 1932年（昭和7年） - 商工省より優良国産品の認定受領。米国フォード社やGM社の製品試験に合格。東アジア等への輸出を開始。
- 1934年（昭和9年） - 久留米工場開設[11]。本格量産開始。
- 1935年（昭和10年） - ゴルフボールの本格量産開始。
- 1937年（昭和12年） - 本社を東京に移転。Vベルト・ゴムホース製造と防振ゴム試作を開始。
- 1938年（昭和13年） - 横浜工場開設。
- 1942年（昭和17年） - 太平洋戦争激化に伴い、英語表記の社名を「日本タイヤ株式会社」に変更。(→敵性語)
- 1947年（昭和22年） - 二代目石橋徳次郎保有の日本タイヤ株式と石橋正二郎保有の日本ゴム株式を交換し、資本・経営関係を分離[12]。
- 1949年（昭和24年） - 販売店の登録代理店制度を発足。「ブリッヂストン自転車株式会社」発足[注釈 6]。輸出事業強化に向けて輸出部を設置。石橋正二郎が東京電気自動車（後のプリンス自動車工業の源流）に出資。
- 1951年（昭和26年） - 社名を「ブリヂストンタイヤ株式会社」に変更。グッドイヤー社と生産・技術提携契約を締結（1979年（昭和54年）に解消）。他社に先駆けタイヤコードのレーヨン化を開始。東京京橋にブリヂストンビルを竣工、「ブリヂストン美術館」を併設[13]。
- 1951年（昭和26年） - カーボンブラックの国産化を目的として石橋正二郎により旭カーボンを設立[14]。
- 1952年（昭和27年） - 横浜工場でフォームラバー生産開始。ブリヂストン自転車にてオートバイの製造開始。トラック・バス用タイヤ全サイズをレーヨンコード化し更に新パタンに切替え「U-LUG」と命名し発売、大ヒットとなる。アジア諸国へ出張員を派遣し市場調査を開始。石橋正二郎が会長を務める「たま自動車」が、初の乗用車「プリンス」を発売（同年、社名を「プリンス自動車工業」に変更）。
- 1953年（昭和28年） - 売上高100億円突破、業界首位に。中近東諸国への出張員派遣を開始。
- 1956年（昭和31年） - 創立25周年記念式典挙行、記念事業の一環として石橋文化センターを建設し久留米市へ寄贈。日本初のトラック用スチールバイアスタイヤ開発。販売店の自社系列化政策を開始（販売会社化）。戦後初の海外拠点としてシンガポール支店を設置。
- 1958年（昭和33年） - 欧米諸国への出張員派遣を開始。
- 1959年（昭和34年） - 他社に先駆けタイヤコードのナイロン化を開始[15]。
- 1960年（昭和35年） - 東京工場開設。横浜工場でウレタンフォーム生産開始。「ブリヂストン液化ガス」（現：「ENEOSグローブ」）を設立。
- 1961年（昭和36年） - 株式公開を実施（店頭 5月）、東京・大阪証券取引所に株式を上場（10月）。
- 1962年（昭和37年） - 日本初のトラック用スチールラジアルタイヤ開発。東京工場敷地内に技術センター開設。
- 1963年（昭和38年） - 日本初の本格的レースである第1回日本グランプリに参戦。
- 1964年（昭和39年） - 日本初の乗用車用ラジアルタイヤ開発[注釈 7]。
- 1965年（昭和40年） - マレーシアに戦後初の海外工場を設立。欧州で最初の販売会社をスイスに設立。米国インペリアル・イーストマン社と技術援助契約、「ブリヂストン・インペリアル・イーストマン」（現：「ブリヂストン・フローテック」）を設立（1981年（昭和56年）に子会社化）。タイヤ品質保証部を設置し、品質の保証を体系化・体制の充実を図る。
- 1966年（昭和41年） - CMソング「どこまでも行こう」放送開始。ブリヂストン液化ガス、三井物産と資本提携。
- 1967年（昭和42年） - アメリカに販売会社「ブリヂストン・アメリカ」を設立。ブリヂストンタイヤショップ制度発足。
- 1968年（昭和43年） - デミング賞受賞。社是制定。アフリカで最初の駐在員事務所をヨハネスブルグに開設。
- 1968年（昭和43年） - 久留米商工会館屋上にゴム三社（月星ゴム〈現：ムーンスター〉、日本ゴム〈現：アサヒシューズ〉、そしてブリヂストンタイヤ〈現：ブリヂストン〉）の回転式ネオン塔を設置。
- 1970年（昭和45年） - スチールコードメーカーのベルギー・ベカルト社と協同し「ブリヂストン・ベカルト・スチール・コード」社設立。防振ゴム分野の米国クレバイト社と提携して、「ブリヂストン・クレバイト」（現：「プロスパイラマニュファクチャリング」）を設立。第1回「ブリヂストンゴルフトーナメント」（現：「ブリヂストンオープン」）開催。
- 1971年（昭和46年） - 環境対策強化を睨み、環境管理部を設置、各種公害の軽減や資源リサイクル分野の強化を開始。
- 1972年（昭和47年） - アルミホイールの製造・テスト販売を開始。米国クエスター社と合弁契約を締結、「ブリヂストン・スポルディング」を設立しスポーツ用品事業に本格進出。
- 1973年（昭和48年） - グループ3社（タイヤ・液化ガス・サイクル）提供番組「クイズオンクイズ!!」（日本テレビ系）放送開始。
- 1976年（昭和51年） - 日本初のF1レースに初参戦（但し1チームのみのスポット参戦）。
- 1977年（昭和52年） - 栃木県黒磯市に日本初のタイヤテストコース開設。レーシングカートタイヤの生産を開始。
- 1979年（昭和54年） - 「ポテンザ」ブランド誕生。
- 1980年（昭和55年） - 販売情報の集約のため、全国の販売網との間にオンラインシステム「DOTシステム」を構築。米国ユニロイヤル社を買収。
- 1981年（昭和56年） - 提供番組「ベストヒットUSA」（テレビ朝日）放送開始。ブリヂストン液化ガス、三井液化ガス（初代）に社名変更。フラッグシップタイヤ「REGNO」ブランド誕生。
- 1982年（昭和57年） - 日本初のスタッドレスタイヤ発売。
- 1983年（昭和58年） - アメリカのファイアストンのナッシュビル工場を買収。
- 1984年（昭和59年） - 社名を「株式会社ブリヂストン」に改称（CI導入）。新タイヤ形状理論「RCOT」発表。
- 1988年（昭和63年） - アメリカのファイアストンを26億ドルで正式に買収、子会社化。
- 1989年（平成元年） - アメリカの子会社を再編、「ブリヂストン/ファイアストン・インク」（略称BFS）設立。
- 1990年（平成2年） - ヨーロッパ統括会社として「ブリヂストン/ファイアストン・ヨーロッパ エス エー」（略称BFE）を設立。
- 1993年（平成5年） - スポーツ関連用品事業をブリヂストンスポーツに統合。
- 1994年（平成6年） - ヨーロッパにおける事業を「ブリヂストン/ファイアストン・ヨーロッパ エス エー」に統合。
- 1997年（平成9年） - F1に本格参戦。
- 1998年（平成10年） - ブリヂストンの源流である株式会社アサヒコーポレーションが会社更生法適用を申請。ブリヂストン代表取締役海崎洋一郎は資金援助の拒絶を表明。久留米市内の工場で同社の人員を受け入れる等の形で再建への協力を行う[12]。
- 1999年（平成11年） - 旭カーボンを子会社化[14]。
- 2001年（平成13年） - 「ブリヂストン/ファイアストン・インク」が持株会社制を導入。（「ブリヂストン/ファイアストン アメリカス ホールディング・インク」）
- 2002年（平成14年） - 創業者の石橋正二郎が日本自動車殿堂入り。ロードレース世界選手権MotoGPクラスに参戦。
- 2003年（平成15年） - アメリカの統括子会社の社名を「ブリヂストン アメリカス ホールディング・インク」に、同様にヨーロッパの統括子会社の社名を「ブリヂストン ヨーロッパ エヌヴイ エスエー」に変更。
- 2003年（平成15年） - 栃木工場で大規模な火災事故が発生、操業を一時停止。原因は工場内での溶接中に火花が原料ゴムに着火したことによる。
- 2004年（平成16年） - 中国にタイヤ事業を統括する普利司通（中国）投資有限公司を設立。
- 2005年（平成17年） - 日本市場向けとしては24年ぶりとなる新ブランド「Playz（プレイズ）」を発売。
- 2006年（平成18年） - ブリヂストン アメリカス ホールディング・インク、再生タイヤ大手バンダグ社（Bandag Inc.）を買収。石橋正二郎が米国自動車殿堂入り。戦略的事業ユニット（SBU）、グローバル経営プラットフォーム（GMP）、グローバル本社（GHO）からなる組織改革を実施。
- 2007年（平成19年） - リトレッド事業のリーディングカンパニー「バンダグ」社を買収、子会社化
- 2008年（平成20年）5月16日 - 同業の第4位メーカーである東洋ゴム工業と業務・資本提携を発表した。
- 2010年（平成22年） - 契約満了に伴い、F1へのタイヤ供給から撤退。
- 2011年（平成23年）3月1日 - 創業80周年を機にCI（ブリヂストンシンボル）と企業理念を変更（リファイン）し、新タグラインとして「あなたと、つぎの景色へ（日本国外ではYour Journey, Our Passion）」を制定。
- 2013年（平成25年）11月5日 - 東京都中央区京橋の東京スクエアガーデンへの本社移転に伴い、新本社での業務を開始（12月9日に移転完了）。
- 2014年（平成26年）6月13日 - 国際オリンピック委員会（IOC）のTOPスポンサーになり、調印式を帝国ホテル東京で行った。
- 2016年（平成28年）4月 - 東京ディズニーリゾートのオフィシャルスポンサーから撤退。
- 2022年（令和4年）
  - 3月 - ブリヂストンスポーツ傘下のブリヂストンスポーツアリーナをナガセへ売却[16]、イトマンスポーツスクールとなる。
  - 10月 -  ロシア国内の製造・販売事業から撤退すると発表した[17]。
- 2024年（令和6年）12月31日 - 同日をもって、IOCとのTOPスポンサー契約を終了[18]。

## 関連会社

### 国内
- ブリヂストンタイヤソリューションジャパン (タイヤ国内卸売ほか)
- ブリヂストンリテールジャパン (国内チェーン（COCKPIT（コクピット）、タイヤ館）運営及び直営店運営)
- ブリヂストンサイクル（自転車製造・販売ほか）
- ブリヂストンスポーツ（ゴルフ、テニス用品製造・販売ほか）
- ブリヂストンBRM（リトレッドタイヤの製造・販売ほか）
- ブリヂストントレッドシステム（リトレッドタイヤの製造・販売ほか）
- ブリヂストンプラントエンジニアリング（タイヤ生産設備設計・製造、工場設備保守・点検ほか）
- ブリヂストンフローテック（高圧用油空圧ホース・口金具製造）
- ブリヂストンケミテック（プラスチックフォームの製造・加工）
- ブリヂストンエヌテック（プレス金型の設計・製作）
- ブリヂストンフリック（防振ゴムの製造）
- ブリヂストン物流（貨物運送及び倉庫業務）
- ブリヂストン化成品（合成樹脂の成型・加工・販売、ウレタンフォームの加工・販売、寝装品販売）
- ブリヂストン化工品ジャパン（工業資材、建設資材、工業用ゴム、樹脂製品の販売及び施工）
- ブリヂストンEMK（設備の設計・据付及びメンテナンス、アルミダイカスト、製品金型、ユニットバスの製造）
- ブリヂストンファイナンス（金銭の貸付、債権の買取及び経理事務並びに給与計算の受託）
- ブリヂストンソフトウェア（システム開発・保守、インフラ構築）
- 旭カーボン（カーボンブラック製造・販売ほか）
- 日本モールド工業（タイヤ用金型の製造）
- ブリヂストンチャレンジド（特例子会社・障害者雇用、清掃業務、事務作業ほか）

### 海外
- ファイアストン（米国）
- バンダグ（米国）

### 取引会社
- 日本乾溜工業[19]

## 工場

### タイヤ工場
- 久留米工場（久留米）…1931年3月操業開始。乗用車用、小型トラック用タイヤをはじめ、航空機用、レーシング用等の各種タイヤ、タイヤ金型を生産。
- 東京工場（小平）…1960年3月操業開始。技術センターと隣接しており、航空機用ラジアルタイヤを生産。

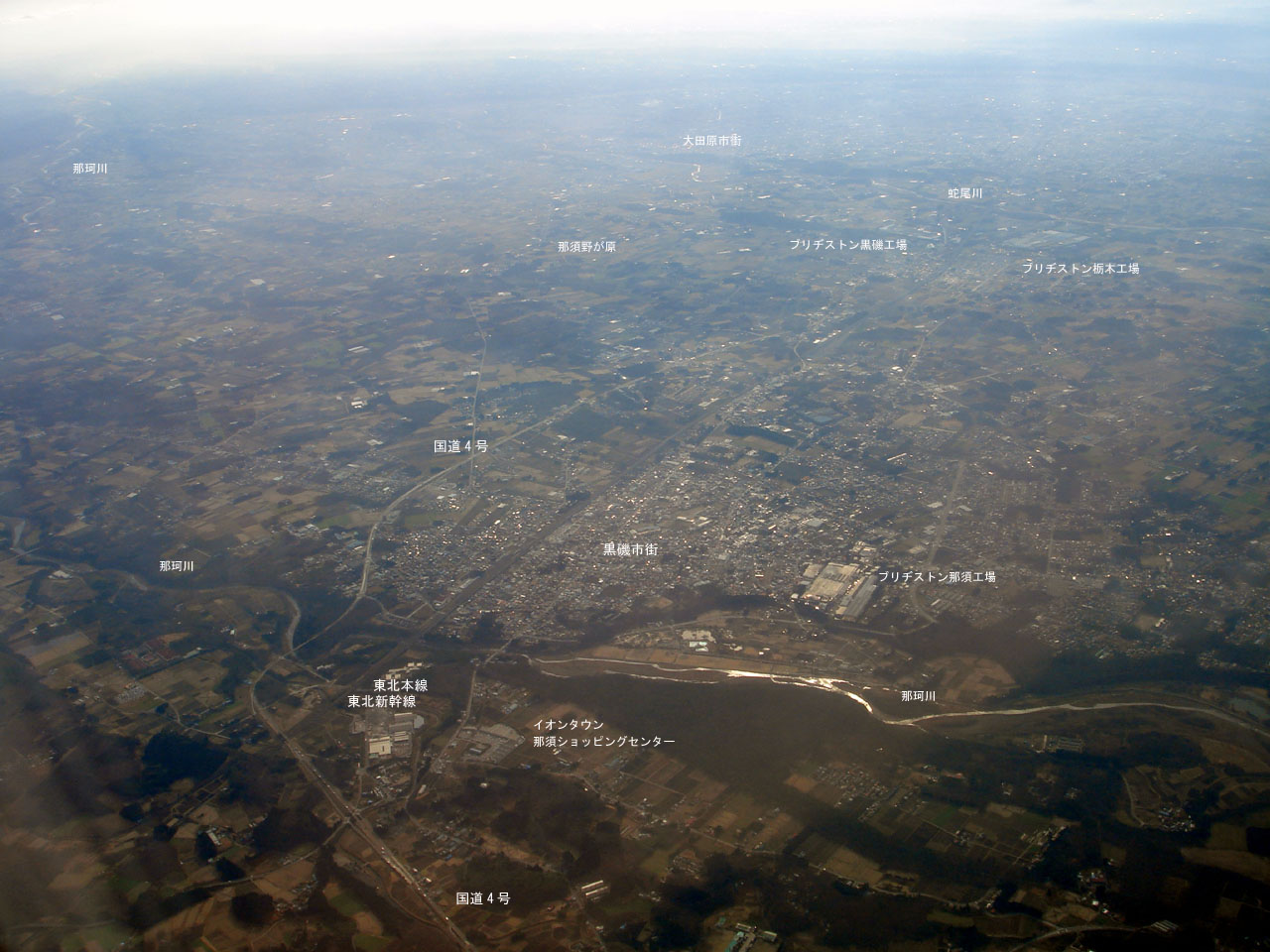
那須工場周辺

- 那須工場（那須塩原）…1962年3月操業開始。乗用車用、小型トラック用、二輪車用、農業機械用、産業車両用タイヤを生産。
- 彦根工場（彦根）…1968年3月操業開始。乗用車用、小型トラック用ラジアルタイヤを生産。
- 下関工場（下関）…1970年6月操業開始。建設・鉱山車両用タイヤ専門工場。製品の大半を海外に輸出。
- 鳥栖工場（鳥栖）…1970年7月操業開始。超偏平・高性能スポーツカー用タイヤをはじめとする乗用車用と小型トラック用ラジアルタイヤを生産。

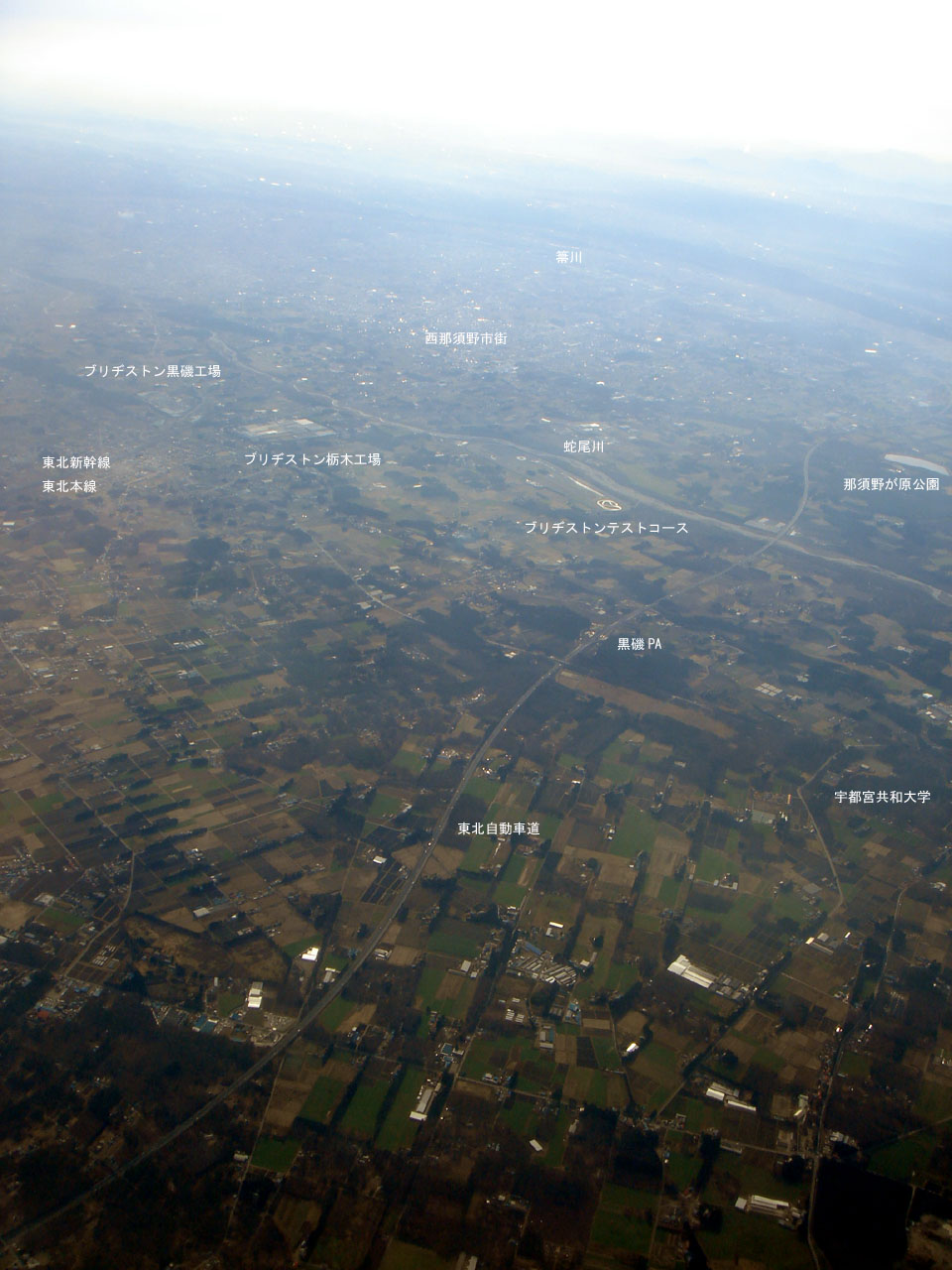
那須野が原（那須塩原市）にあるブリヂストンテストコース（写真中央）、栃木工場、黒磯工場（写真左）

- 栃木工場（那須塩原）…1971年4月操業開始。トラック・バス用、乗用車用、小型トラック用、新交通用ラジアルタイヤ等を生産。敷地内に廃タイヤ焼却発電設備を所有。
- 甘木工場（朝倉）…1973年5月操業開始。トラック・バス用、小型トラック用ラジアルタイヤ主力専門工場。敷地内に廃タイヤ焼却設備を所有。
- 防府工場（防府）…1976年10月操業開始。乗用車用、小型トラック用ラジアルタイヤ、建設・鉱山車両用タイヤを生産。敷地内に建設・鉱山車両用タイヤ試験センターを所有。
- 北九州工場（北九州）…2009年6月操業開始。建設・鉱山車両用ラジアルタイヤ専門工場。製品の大半を海外に輸出。

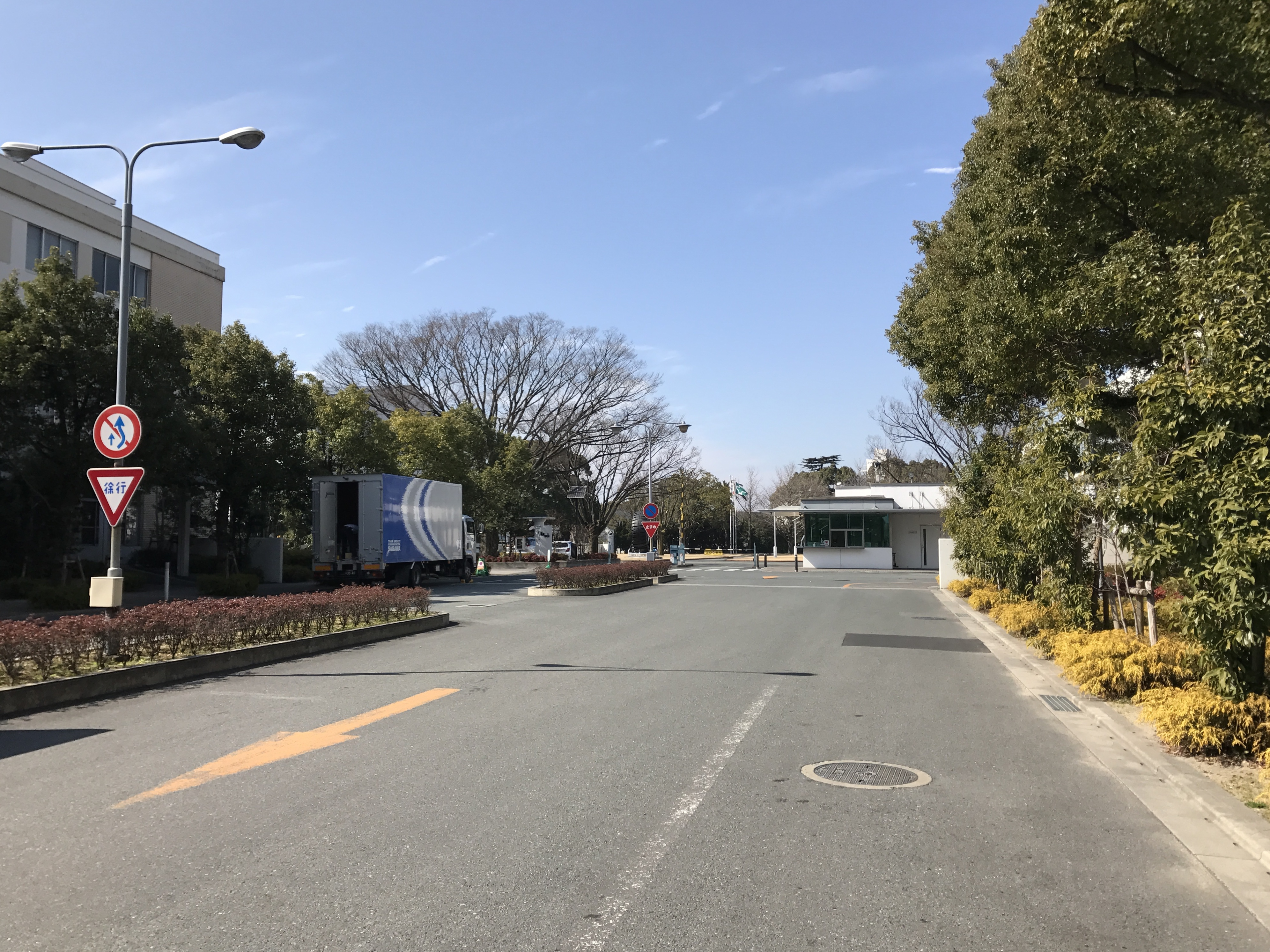
久留米工場（福岡県久留米市）
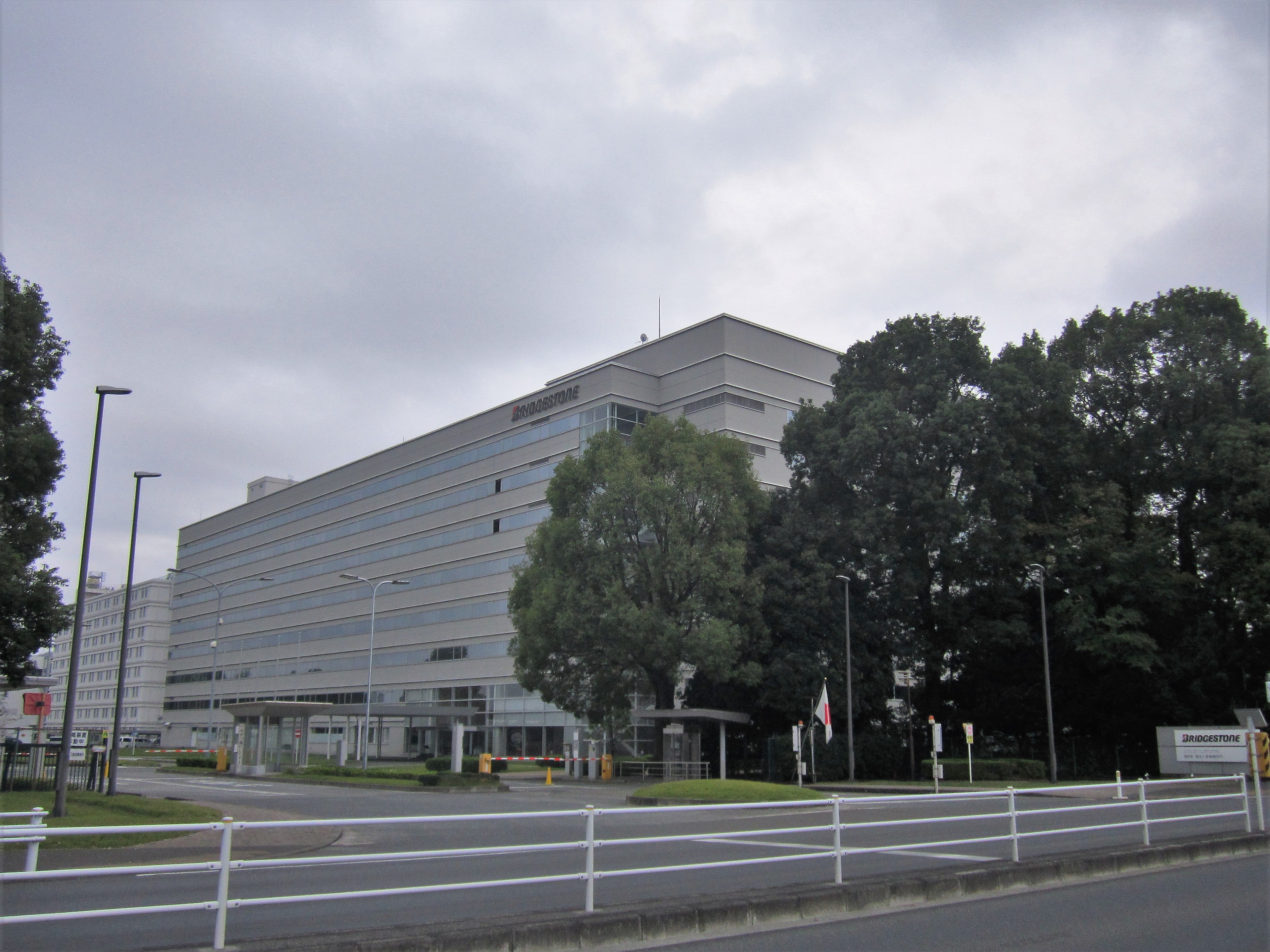
東京工場（東京都小平市）
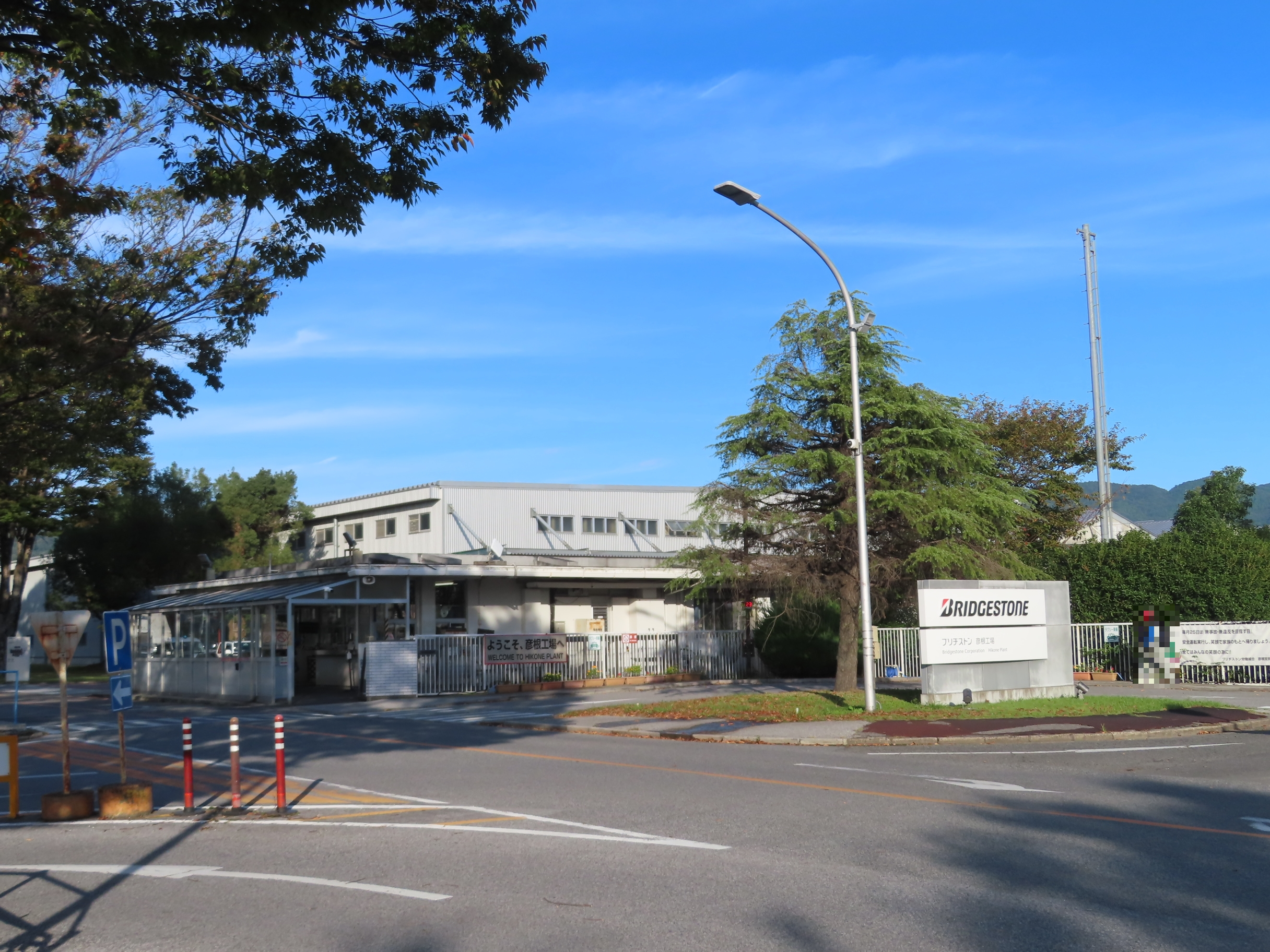
彦根工場（滋賀県彦根市）
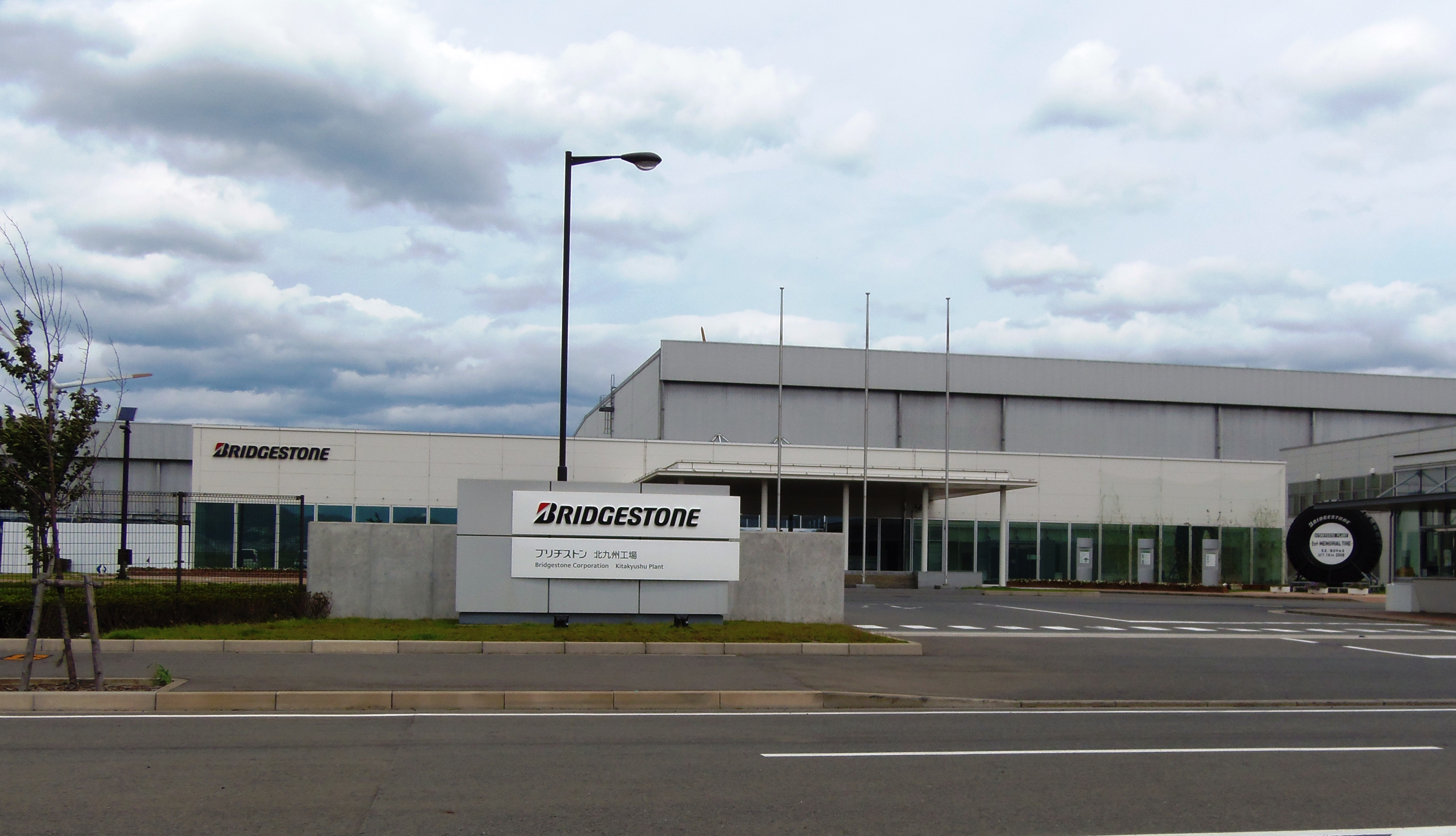
北九州工場（北九州市若松区）

### 原材料工場
- 佐賀工場（上峰）…1982年3月操業開始。スチールコードを生産。

### 多角化製品工場
- 横浜工場（横浜）…1938年7月操業開始。コンベヤベルト、免震ゴム、防振ゴム等のゴム関連製品、事務機器用精密部品等を生産。
- 熊本工場（玉名）…1971年10月操業開始。ゴムクローラ、高圧ホース、工業用ゴムホースを生産。
- 関工場（関）…1990年10月操業開始。高圧ホース、プッシュロックを生産。
- 磐田工場（磐田）…2000年2月操業開始。高機能フィルム（太陽電池用接着封止膜ほか）、事務機器用精密部品などを生産。
- 生産工場は世界26か国169拠点（2017年（平成29年）4月1日現在）

## ブランド（タイヤ）

### 日本国内乗用車用市販モデル
- REGNO（レグノ）

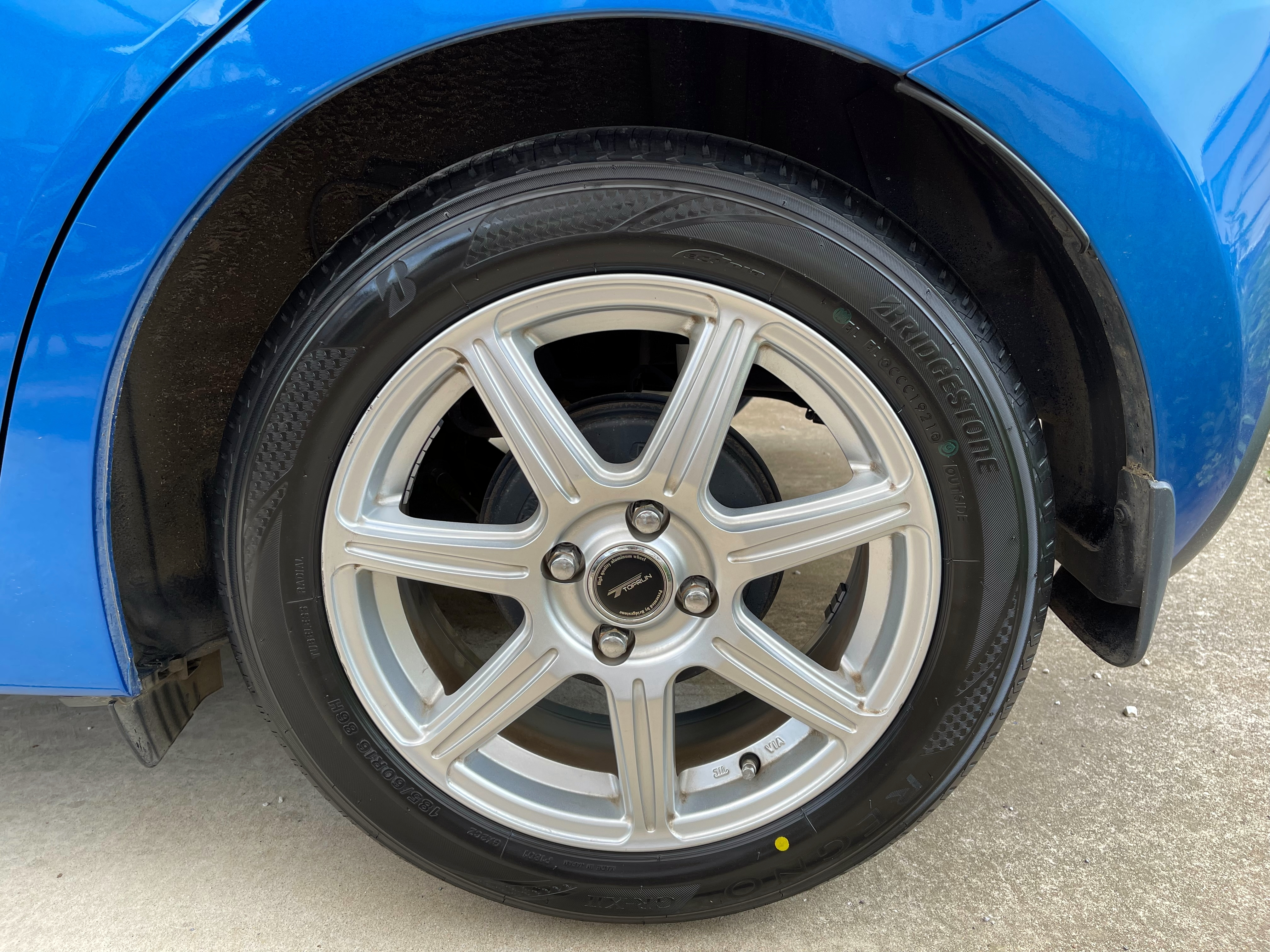
REGNO GR-XII

  - コンフォートタイヤのフラッグシップブランド。
  - 乗用車用のGR-XII、ミニバン用のGRV II、軽自動車用のGR-Leggera、GR-XI/GR-XT/GRV/GR-9000/GR-8000（一部サイズのみ）が現行モデル。
- POTENZA（ポテンザ）
  - スポーツタイヤのフラッグシップブランド。F1などでの展開が有名。モータースポーツに於いては古くから多くの支持を得ている。
  - S007、S001 RFT、S001、RE-71R、RE-11A、Adrenalin RE004、RE-11/RE050/RE-01R/RE-01（一部サイズのみ）が現行モデル。
- ECOPIA（エコピア）
  - 省燃費タイヤ[注釈 8] のブランド[注釈 9]。当初は電気自動車用のOEM用ブランドでY31セドリック・グロリアなどの電気自動車の新車装着から始まった。
  - EP001S EP100Sの後継モデルでラベリングAAA-aを達成したタイヤ。
  - EV-01 電気自動車「EV」専用タイヤ。
  - PZ-XC Playzシリーズと同じモデル名だが、Playzシリーズの後継モデルでエコピアシリーズになっている。かつてはPZ-X、PRVモデル（ただしECOPIAシリーズで未発売の一部サイズのみPlayzシリーズとして販売継続）もあったが2016年2月に新Playzシリーズが発売されるのを機に販売終了。
  - EX10 EX10はBスタイルEXの後継モデルとして2010年2月に登場。（サイズによって、パタンが異なる。）
  - EX20シリーズ
EX10の後継モデルとして2014年2月より順次発売。一般車用がEX20、コンパクト車用がEX20C、ミニバン用がEX20RVの3種類の発売。EX20RVはパタンデザインが左右非対称になっている。
  - NH100シリーズ
2017年2月よりEX20シリーズの後継モデルとして発売。一般車用がNH100、ミニバン用がNH100 RV、コンパクトカー用がNH100 Cとなる。NH100 RVはパタンデザインが左右非対称になっている。
  - NH200シリーズ
2022年2月よりNH100シリーズの後継モデルとして発売。一般車用がNH200、コンパクトカー用がNH200 Cとなる。ミニバン専用モデルは無くなり、パタンは全て非対称デザインとなる。

- DUELER（デューラー）

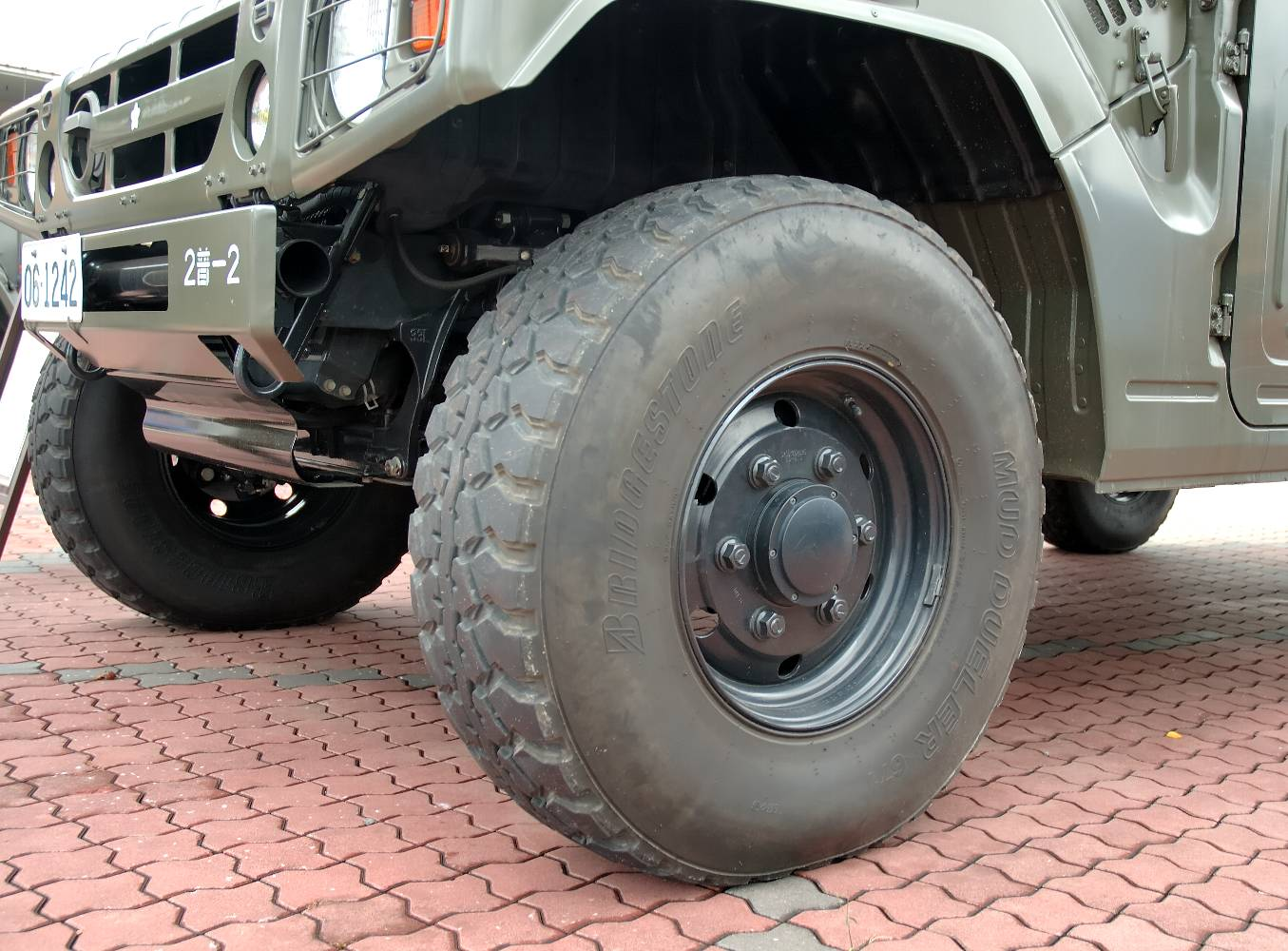
MUD DUELERを装着した陸上自衛隊の高機動車。

  - 四輪駆動車（SUV）用タイヤブランド。オンロード向けは後述のALENZAへ移行された。
  - H/L - コンフォートタイヤ。HIGHWAY LUXURY（ハイウェイ・ラグジュアリー）の意。
HL850 HL683の後継モデルとして2014年2月より発売。一部サイズを残してALENZA LX100へ移行。
  - H/P - スポーツタイヤ。HIGHWAY PERFORMANCE（ハイウェイ・パフォーマンス）の意。
HP SPORT HP680の後継モデルとして2006年3月より発売。一部サイズを残してALENZA 001へ移行。
  - A/T - オールテレーン (ALL TERRAIN) タイヤ。
AT001 AT694の後継モデルとして2017年2月より発売。
  - M/T - マッドテレーン (MUD TERRAIN) タイヤ。
MT674 MT673の後継モデルとして2013年4月より発売。
  - MUD DUELER - トヨタ・メガクルーザー用の671がある。
- NEXTRY（ネクストリー）
  - SNEAKERの後継に当たるエントリーブランド。コンパクトカー用と一般車用とパタンデザインが異なる。
- Playz（プレイズ）
  - 運転者や同乗者のストレス軽減を主目的に開発された新しいブランド。
  - PZ-1 初代モデルで、2005年2月発売。
  - 2代目はカテゴリー別にパタンや形状の違うモデルを設定
通常モデルをPZ-X、コンパクトカー用をPZ-C、ミニバン用をプレイズRV PRVで発売
  - エコピアブランドでプレイズシリーズの後継モデルが出たためミニバン用のみプレイズRV エコピア PRV-1 ecopiaとしてマイナーチェンジ、トレッドコンパウンドを省燃費ゴムに変更した。
  - 3代目は、2016年2月より発売。普通車用をPX、ミニバン用をPX-RV、コンパクトカー用をPX-Cがあった。
  - 4代目は、2020年2月より発売。PX2とミニバン用RV-RV2をラインナップ、一部従来モデルを併売。
- SNEAKER（スニーカー）
  - EUROAD/B-Roadの後継に当たるブリヂストンのエントリーブランド。当初は先代モデルの名残から80/70/65シリーズのみで展開していたが、2007年（平成19年）にSNK2としてリニューアルした際に60/55/50/45/40の低偏平シリーズが追加された。
  - SNK2（80偏平及び55偏平以下）、SNK2 ecopia（70/65/60偏平）、Sneaker（一部サイズのみ）が現行モデル。
- LUFT（ルフト）　　
  - LUFT-RVはプレイズRVエコピアのパタンを使った低価格ゾーンのミニバン専用タイヤ。
  - LUFT-RV2はエコピアEX20RVのパタンを使った低価格ゾーンのミニバン専用タイヤ。
- ALENZA（アレンザ）
  - DUELERのオンロード向けより移行されたSUV用ブランド。
  - ALENZA 001
スポーツタイヤ。DUELER HP SPORTの後継として2017年2月発売。
  - ALENZA LX100
コンフォートタイヤ。DUELER HL850の後継として2021年2月発売。
- TURANZA（トランザ）
  - Touring Potenza（ツーリング・ポテンザ）から名前の由来が来ているコンフォートとパフォーマンスが売りの意。輸入車や一部国産車、輸出用国産車の純正装着タイヤとして装着されている。
  - ERシリーズ
2011年頃国内販売カタログのラインナップから消滅したが、輸入車、日本国外専売車の純正装着タイヤとしては現存。ER30、ER33、ER300、ER370が日本国外では現役モデル。ER300とER370は左右非対称パタン。ニュージーランドでは一部警察車両の指定装着タイヤとしてER300が装着されている。
  - Tシリーズ
事実上ERシリーズの後継だが併売されておりT001、T002、T005が現行モデル。
  - SERENITY PLUS EL64
日本国外専売。通常のタイヤは新品装着時点で8mmの溝がある所、このタイヤは特殊技術により新品装着時点で10mm溝を実現。ロングライフ、最低5万キロ保障なのが売り[注釈 10]。

### オールシーズンタイヤ

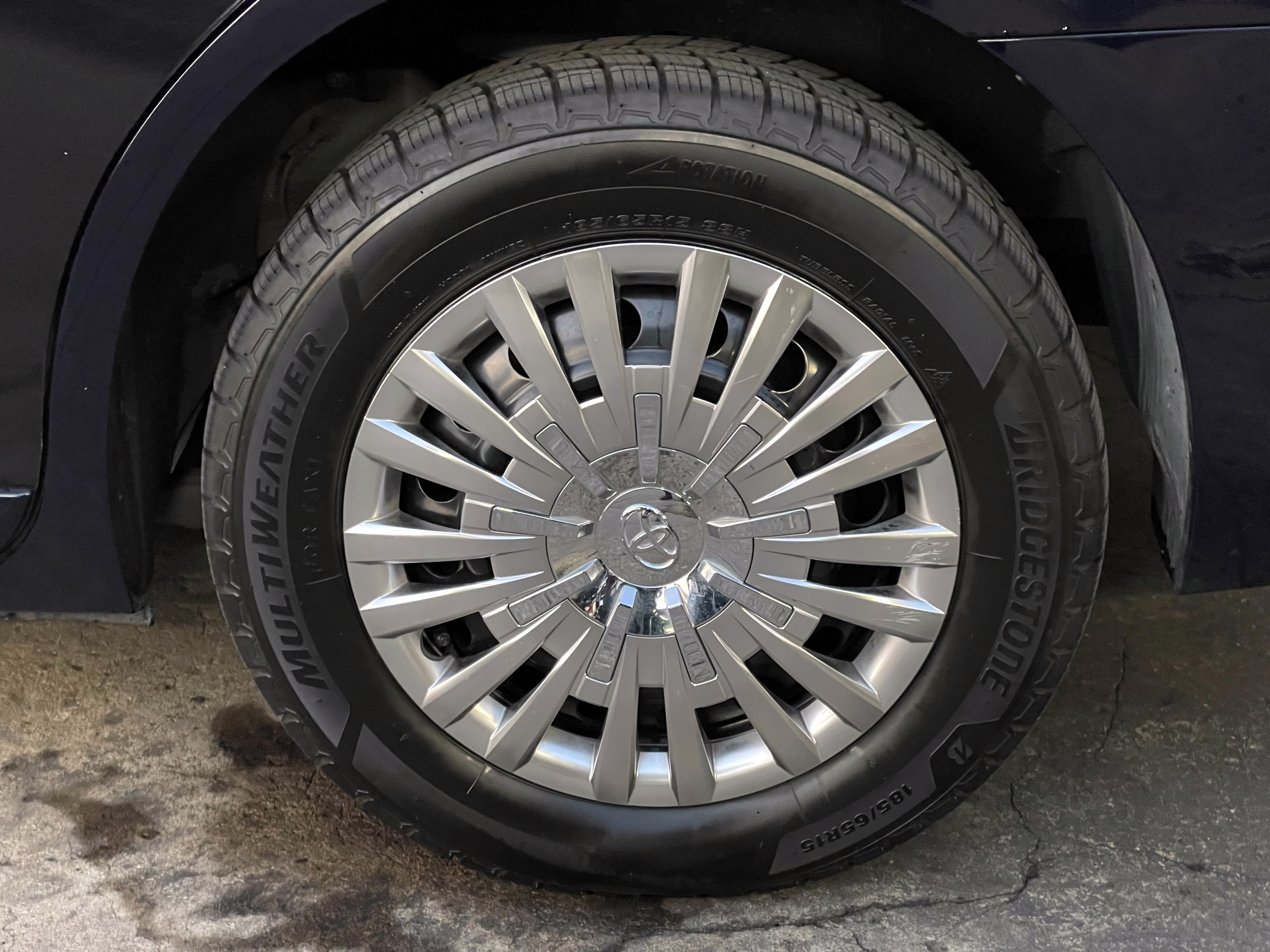
MULTIWEATHER for TAXI

- MULTIWEATHER（マルチウェザー）
  - 主にブリヂストンタイヤショップやブリヂストン契約店向け。ファイアストンのWEATHERGRIP（ウェザーグリップ）[注釈 11] のブリヂストン版。タクシー向けのMULTIWEATHER FOR TAXI（マルチウェザー フォー タクシー）もある。
- WEATHERCONTROL（ウェザーコントロール）
  - 日本国外専売（欧州開発・欧州市場向け）。国内では並行輸入品が流通する。なお、欧州市場向けのためETRTO規格品となっている。

### スタッドレスタイヤ
- BLIZZAKシリーズ（ブリザック）
  - スタッドレスタイヤブランド。雪国（特に東北・北海道等の積雪地帯）での装着率は非常に高い。
  - REVO 2、REVO GZ、VRX、VRX2、DM-V1（SUV用）、DM-Z3（SUV用）が現行モデル。
  - VRX3　2021年8月より発売。
- ICEPARTNER（アイスパートナー）
  - スタッドレスタイヤブランド。2012年の冬から発売となる、ブリザックブランド以外のスタッドレスタイヤである。主にブリヂストンタイヤショップやブリヂストン契約店向けの価格重視の専売商品である。

### 商用車用
- MILEX（マイレックス） - タクシー用のタイヤブランド。
- V-STEEL（ブイ・スチール） - トラック・バス・建設機械用のタイヤブランド。
- DURAVIS（デュラビス） - バン・小型トラック・バス用のタイヤブランド。
- GREATEC（グレイテック） - トラック・バス用の超偏平高付加価値タイヤブランド。後輪のダブルタイヤを1本（単輪）化できる。
- ECOPIA（エコピア） - トラック・バスの低燃費タイヤブランド。Greatec M835A Ecopia のように、他のブランドのサブネームとしても使われる。

### 二輪車用
- BATTLAX（バトラックス） - オートバイ用タイヤの中核ブランド。オンロードスポーツタイプからスポーツスクータータイプの車種用まで、ラジアル/バイアス問わず幅広くラインナップされている。
- CYROX（サイロックス） - 主に普通自動二輪車用サイズのラジアルタイヤ。
- EXEDRA（エクセドラ） - 主に大型クルーザー（アメリカン）向けのラジアル/バイアスタイヤ。
- ACCOLADE（アコレイド） - クルーザー及びビンテージ車種用のバイアスタイヤ。
- G&L（ジーアンドエル） - ビンテージ型のレアサイズバイアスタイヤ。
- HOOP（フープ） - 原付-大型スクーター用のバイアスタイヤ。
- STANDARD（スタンダード） - ビジネス車種向けのバイアスタイヤ。
- MOLAS（モーラス） - 原付スクーター及びレジャーバイク用の小径バイアスタイヤ。
- BATTLE WING（バトルウイング） - デュアルパーパス、スーパーモタード車用ラジアル/バイアスタイヤ。
- TRAILWING（トレイルウイング） - オフロード用バイアスタイヤ。
- GRITTY（グリッティ） - オフロード用バイアスタイヤ。上記TRAILWINGよりもオフロード性能に特化されている。
- EXTENZA（エクステンザ） - ロードバイク（自転車）用のタイヤ

### その他
- LEISURE（レジャー） - ポケバイ、レーシングカート、ATV、オフロードミニバイク用などの総合ブランド。「一般公道では走行できません」と注意書きがされているものも存在する。
- ENLITEN（エンライトン） - 「究極のカスタマイズ」を実現する商品設計基盤技術としてのブランド。単独のタイヤブランドとしては、後述するフォーミュラE用のタイヤなどで使用される[20]。基盤技術ブランドであることから個別のタイヤブランドとも併用され、「ENLITENを搭載したREGNO[21]」「ENLITENを採用したALENZA[22]」といった表記を使用することもある。

### 過去のブランド
- RDシリーズ - RD10から始まったブリヂストン初のラジアルタイヤのブランド。1960年代中期から1980年代初頭まで販売された最初期の乗用車用量産82/70シリーズラジアルタイヤのブランド。スチールラジアルとテキスタイルラジアルが混在した。
- SUPER FILLER（スーパーフィラー） - 1977年（昭和52年）にプラスチックに近い硬さとゴム本来の弾力性をもつ超硬質ゴムの開発に成功し、1978年（昭和53年）以降にこのゴムを使用し製造開始された乗用車用82/70偏平のスチールラジアルブランド。CMキャラクターとして「スーパーマン」が使われた。
- AQUA（アクア）- 上述のスーパーフィラーシリーズの中から、ウエット性能の向上を念頭に置いたコンパウンドを採用したタイヤに付けられたブランド RD209など。
- SEDAN SNEAKER（セダンスニーカー） - 1980年代半ば、RD→スーパーフィラーと進化してきた乗用車用82/70偏平ラジアルタイヤのうちスタンダードクラス用に命名されたブランド。現在は一部OEMを除いて廃盤 82シリーズRD108、70シリーズRD116など。
- EUROAD（ユーロード） - セダンスニーカーシリーズの後継。SF215、SF226、SF229、現在はSF248の145SR10サイズのみ残存。
- WORLDROAD（ワールドロード） - ユーロードの後継。70シリーズがSF236、65シリーズがSF215。
- B-road - ワールドロードの後継モデルでSFシリーズのスタンダードモデル、70シリーズがSF270、65シリーズがSF265。商品のキャラクターとして「ルパン三世」がカタログやCMに使われた。
- ALEPH（アレフ） - SFシリーズのアッパークラスとしたブランド。A370・A372・クエストなどの商品名でHR規格70/65シリーズとして製造。「アレフ・クエスト」のCMキャラクターとして「ピンクパンサー」が使われた。
- CONSELFA（コンセルファ） - アレフやDコードの後継モデルでHR規格70/65/60偏平を製造
- Bシリーズ - B-roadの後継モデルでドーナツ採用第1弾。SR規格が中心で乗用車用はB70・B65・後にB80、その後HR規格のB60と2桁モデルが完成。その後AQドーナツ構造のモデルとしてB700AQ・B650AQが発売、主にSR規格で一部サイズにHR規格があった。ブリヂストン初のミニバン専用モデルとしてB-RVを発売。その後B-RV AQと進化し、その後B'STYLEシリーズに移行。日本国外向けではBシリーズの名で現役。
- B500si - 2001年に発売。Bシリーズの派生モデル。先に55偏平以上のロープロファイルモデルが発売となり、B60の後継サイズで60シリーズも発売。後のB'STYLEのモデルチェンジの際にロープロサイズが設定される形で統合された。
- B'STYLE - Bシリーズの後継モデル。B'STYLE、B'STYLE EX（B500siも統合）、B'STYLE RVが存在したが現在では乗用車用はECOPIA EX10、ミニバン用はPlayz RV/ECOPIA PRVへ移行。
- 310TURBO（310ターボ） - 1980年代前半に登場したポテンザブランドより低価格なスポーティータイヤブランド。70/60偏平が製造されたが、後述のEAGERシリーズに移行し廃盤。
- EAGER（イーガー） - 310ターボの後継モデルと位置付けされたブランド。330・331・340・350・DZなどの60/55/50偏平が製造された。
- GRID（グリッド） - EAGERシリーズの後継モデルと位置付けされたブランド。J-GRID・V-GRID・K-GRID・G-GRID・GRID IIと展開し、POTNZA GIIIに発展的解消をとげ廃盤。
- EXPEDIA（エクスペディア） - ハイパワー輸入車のOEMを主に開発したプレミアムスポーツタイヤ。一部OEMを除いてポテンザに統合となった。
- D CODE（Dコード） - パタンデザインを意識したモデル。HR/VR規格65/60/55/50偏平を製造。コンセルファが後継。
- CUTEC（キューテック） - 女性ドライバーの増加に伴い女性向のタイヤとして発売。ターゲット車種が軽自動車、コンパクトカーでサイズ設定の関係上、コンパクトモデル専用タイヤとなっている。商品キャラクターとして三好礼子がカタログなど使われた。
- WINTER RADIAL（ウィンターラジアル） - WTシリーズなどスノー・スパイク・スタッドレスタイヤのブランド。国内初のスタッドレスタイヤもこのシリーズである。
- HOLONIC（ホロニック） - 初代スタッドレスタイヤ専用ブランド。ブリザックシリーズが発売され消滅。
- STシリーズ - ブリザックより低価格でブリヂストンタイヤ契約店向けの専売モデル。ST10.ST20.ST30とあった。ST10はMZ02のパタン、ST20はMZ03のパタン、ST30はREVO1のパタンを使用し専用コンパウンドを使っておりREVO1のパタンでもREVO1の性能はなかった。
- ERシリーズ - 輸入車向けに開発されVR以上の速度規格を持ち、国内海外で販売されているタイヤのモデル型式 市販モデルでは過去にはER90(1991年（平成3年）発売)などがありTURANZAやREGNOの名前が頭につく場合（※）がある。
  - （※）REGNO VS51・ER50・ER55、TURANZA（トゥランザ-TOURING POTENZA）ER30・ER33・ER300・ER370が該当する。ER300は日本国内での市販モデルとしてカタログ掲載は2011年から消滅。ただし輸入車用OEMモデルやランフラットタイヤ、国内新車装着用モデルとして残っている。
- JEEP SERVICE（ジープサービス） - オフロードに於ける走破性能に特化されたバイアスタイヤ。末期は主に不整地を走行するトラック用として位置づけられていたが、不整地走行を趣味とするクロスカントリー車のユーザーから根強い支持を集め続けたロングセラーブランド。2000年代末に廃盤。
- GROUND GRIP（グランドグリップ） - 「下駄山」パターンのクロスカントリー車用バイアスタイヤ。上記ジープサービスとともにロングセラーを続けた。
- INTER CITY（インターシティー） - 自家用ライトバンをターゲットに、RCOT採用で通常貨物車用タイヤより乗用車用モデルに近いパタンデザインにし乗り心地や走行ノイズを改善したモデル。CT01やCT11などがあった。
- T's
  - ブリヂストン専売店向けのロープロファイルサイズ限定のエントリーブランド。初代T's01、2代目T's02、T's02のパタンはポテンザG3である。
- MY01
  - ブリヂストン専売店向けのロープロファイル限定のエントリーブランド。回転方向指定タイヤ。
- ERGLANZ（エルグランツ）
  - ポテンザG3のパタンを使い、ブリヂストンロゴの入らない販売店限定モデル。

## テレビ番組
- 日経スペシャル ガイアの夜明け 藍とさくらの代理戦争 ～女子ゴルフに賭けたビジネスマンたち～（2005年11月1日、テレビ東京）[23] - ブリヂストンスポーツとSRIスポーツの競争を取材。
- 日経スペシャル カンブリア宮殿 タイヤ世界一! 勝ち続ける"純国産"巨大メーカー（2012年11月8日、テレビ東京）[24]

## 提供番組・CM
- ベストヒットUSA - テレビ朝日が1981年4月から1989年9月に放送された当社一社提供番組（現在はBS朝日で放送）。正式番組タイトルは『Bridgestone Sound Highway BEST HIT USA』
- 一部のNRN系列のナイター中継スポンサー。
- どこまでも行こう - 1966年より使用されているCMソング。作詞作曲:小林亜星。CMソングとしては珍しく教科書に掲載された。
- ドルフィンブルー フジ、もういちど宙へ - 2007年7月公開の日本映画。沖縄美ら海水族館と共に当社が特別協力。
- ミュ〜コミ+プラス - ニッポン放送で月 - 木曜 24:00 - 24:53に放送されるラジオ番組のサポーター企業（スポンサー）の1つ。当社は月曜日のコーナー「地図に載らない、ウワサを探せ!ルートハンター」（オンエアは番組内24:30頃から）を担当し、番組中ではCMが流れる。

## スポーツ
- サガン鳥栖 - ユニフォームスポンサー。
- 天津女子バレーボールクラブ - 子会社のブリヂストン天津が出資する中国のプロバレーボールチーム。現在はメインスポンサーが交代し渤海銀行となっている。
- ブリヂストンレディスオープン - 冠スポンサー（中京テレビ放送共催）。
- シニア・プレーヤーズ選手権 - 冠スポンサー（2019年−）。
- ブリヂストンレッドアローズ - 2020年現在関東社会人リーグ1部に所属する当社のラグビーチーム。
- かつては久留米工場野球部が、久留米ブリヂストン球場を本拠地に活動していた。

## モータースポーツ

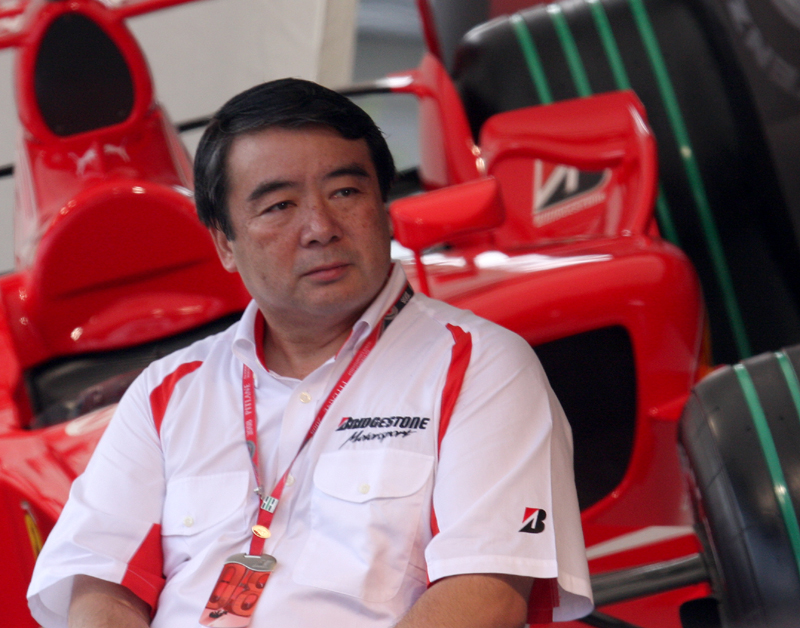
元モータースポーツ・モーターサイクルタイヤ開発本部長 浜島裕英 (2008年F1日本グランプリにて)

古くから日本国内のモータースポーツ、特に全日本F2000選手権→全日本F2選手権→全日本F3000選手権→フォーミュラ・ニッポン→スーパーフォーミュラと続く国内トップフォーミュラ（2015年一杯で撤退）や、グループCで争われた全日本スポーツプロトタイプカー耐久選手権（JSPC）などにタイヤを供給しており、これらのシリーズでダンロップ・横浜ゴムといったライバルメーカーと激しい競争を繰り広げた。またフォーミュラ・ニッポン→スーパーフォーミュラでは1997年（平成9年）から2015年（平成27年）までタイヤは同社のワンメイクとなっていた。全日本F3選手権も1988年（昭和63年）から2008年（平成20年）まで同社製タイヤのワンメイクとなっていた。
インディジャパン300mileの冠スポンサーでもあった。
ツーリングカーレースについても、全日本GT選手権（JGTC）→SUPER GTに対してシリーズ発足当初よりタイヤ供給を行っており、2010年（平成22年）現在上位クラスのGT500クラスでは最大シェアを誇っている。一方で下位クラスのGT300クラスにはタイヤ供給を行っていなかったが、2011年シーズンよりARTAガライヤに供給を開始した。2024年よりスーパー耐久シリーズにオフィシャルタイヤサプライヤーとしてタイヤ供給を発表したが、2023年3月12日にハンコックタイヤ大田工場の大規模火災の影響をうけ、同年5月26日から28日に開催された富士24時間レースより緊急対応でタイヤ供給を開始した。
この他欧州において、ヨーロッパF2選手権→国際F3000選手権（1985年まで）、ドイツツーリングカー選手権（第1期）などといったレースにもタイヤを供給していた実績がある。
北米大陸では現在同社傘下にあるファイアストンブランドでのタイヤ供給がメインで、現在インディカー・シリーズ（IRL）やその下位カテゴリーであるインディ・ライツなどがファイアストンタイヤのワンメイクとなっている。一方、以前存在したチャンプカー・ワールド・シリーズ（CART/CCWS）など、北米大陸においてブリヂストンブランドでタイヤ供給を行った例もある。一時はIRL用のタイヤ製造の一部をブリヂストンの小平工場で行っていた時期もあった。
二輪レースでも近年急速に評価が高まったことにより、2009年（平成21年）からはロードレース世界選手権のMotoGPクラスがブリヂストンのワンメイクとなっていたが、「ブランド力の向上や技術開発に一定のめどがついた」として2015年シーズンをもって撤退することを発表した。
このようにブリヂストンはモータースポーツで名声を獲得し続けたメーカーだが、2010年代には一時活動を縮小していた。F1、MotoGP、スーパーフォーミュラ、F3、ラリー向けタイヤからは撤退し、四輪ではSUPER GTやニュルブルクリンク24時間レース、86/BRZレース、全日本ジムカーナ、レーシングカート程度に限られ、世界選手権への供給はしていなかった。ただ前述の通り、2023年のシーズン途中からスーパー耐久の公式タイヤサプライヤーとなったほか、2026 - 2027シーズンからはフォーミュラE世界選手権へのタイヤ供給が決まるなど、2020年代に入り再び活動範囲を広げている。2025年3月には新たにCTO直下に「モータースポーツ管掌」を設け、ブリヂストンからマクラーレンに転出していた今井弘が復帰・就任する。
二輪ではFIM世界耐久選手権（EWC）、全日本ロードレース選手権、全日本モトクロス選手権に供給を続けている。

### F1での活躍

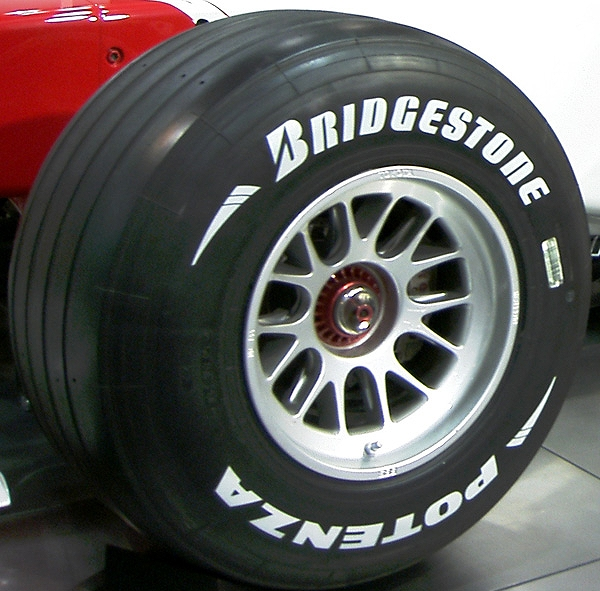
F1タイヤ (POTENZAブランド)

フォーミュラ1に関しては1976年のF1世界選手権イン・ジャパンにヒーローズレーシングが購入したティレルの中古マシン007で、1977年の日本グランプリにコジマKE009でスポット参戦したことはあった。
1989年より、レイナードのF3000シャーシやティレル・018、020を購入した無限によるF1エンジンテストに協力する形で 独自のF1用タイヤの基礎研究を重ね、1996年にはリジェ・JS41を購入しF1タイヤを知る鈴木亜久里がテストを担当、水面下で開発を継続していた。そして当初1998年（平成10年）からのF1参戦を発表したが、トム・ウォーキンショーの協力を得て欧州各地で積み重ねたアロウズ(TWR)による実走行テストの進捗が順調であったことから、予定を1年前倒しして1997年のF1世界選手権より参戦を開始。総指揮はモータースポーツ・モーターサイクルタイヤ開発本部長の浜島裕英が撤退する2010年（平成22年）末まで務めた。
1998年のF1世界選手権の開幕戦オーストラリアGPで、マクラーレンのミカ・ハッキネンがMP4-13を駆ってブリヂストンに初優勝をもたらした。また、同年の最終戦日本GPでハッキネンがワールドチャンピオンを、マクラーレンがコンストラクターズタイトルをそれぞれ獲得し、ブリヂストンはグッドイヤーを降して参戦2年目でダブル世界チャンピオンに輝いた。
1999年（平成11年）にグッドイヤーが撤退してから2年間はワンメイク供給を行ったが、2001年（平成13年）からはミシュランが参戦しての争いとなった。2004年（平成16年）まではドライバー、コンストラクターそれぞれのタイトルをサポートできたものの、2005年（平成17年）、2006年（平成18年）はミシュラン（ともにフェルナンド・アロンソおよびルノーF1）に敗れている。
2006年（平成18年）のドイツGPにおいてF1通算100勝を達成した。2007年（平成19年）からは、F1でのミシュラン撤退でブリヂストンのワンメイクとなる（契約上は2008年度 - 2010年度）。
2009年（平成21年）11月2日、2010年（平成22年）の公式タイヤサプライヤー契約の満了をもってF1活動からの撤退を発表、2010年（平成22年）末に正式撤退した。
F1で使用されるソフト側タイヤのライン（2008年は白、2009年は緑）は、特製マジックインキによるスタッフの手書きだった。
2023年には、2025年から3年間のF1公式タイヤサプライヤーとしての入札に参加したが、同年10月にピレリが選ばれたため、F1復帰は実現しなかった。

## 文化貢献
- アーティゾン美術館 - 東京都中央区京橋にあった旧ブリヂストン本社ビル（現永坂京橋ビル）には2015年までブリヂストン美術館が入っていた。2016年からビルの建て替え工事に伴い長期休業中されていたが、アーティゾン美術館として2020年1月18日に再オープンした。
- 石橋文化センター - 1956年（昭和31年）、ブリヂストンの創立25周年を記念して創業者・石橋正二郎が久留米市に寄贈して開園した総合文化施設。
- 石橋財団 - 上記の美術館を運営する。現監査役の石橋寛が理事長をつとめる。
- ブリヂストン吹奏楽団久留米 [35]- 久留米工場にある職場吹奏楽団。全日本吹奏楽コンクール全国大会の常連楽団。過去には金賞を得ている。
- 高田力蔵  - 久留米市出身の洋画家の活動を支援した。

## その他
- ブリヂストンTODAY - 東京工場に併設されている広報館。
- メトロリンク日本橋 - 沿線スポンサー。
- 東京ディズニーリゾート - オフィシャルスポンサー。2016年をもって撤退。
- 東京ディズニーランド - アトラクション「グランドサーキット・レースウェイ」のスポンサー。
- 東京ディズニーシー - 劇場「ハンガーステージ」のスポンサー。
- 浜松広報館 - 航空自衛隊浜松基地内の浜松広報館にて保存されている零戦52型の修復に協力。修復に際しては、タイヤの復元が困難を極めたため、スクラップについていたタイヤを関係者がブリヂストンに持参したところ、戦中の同社製品と判明し、無料で複製のタイヤを製作、提供した[36]。

## 関連人物
- 鳩山由紀夫・邦夫（創業者・石橋正二郎の孫 母・安子が正二郎の娘）
- 伊藤正孝 - 元従業員。
- 鵜澤昌和 - 元従業員。元青山学院大学学長。
- 山崎拓 - 元従業員。
- 吉村剛太郎 - 元従業員。
- 権藤博 - 社会人野球選手時代にブリヂストンタイヤ鳥栖工場野球部でプレーした。
- 浜島裕英 - 元モータースポーツタイヤ開発本部長。ブリヂストンのF1における総責任者。
- 山田宏 - モーターサイクルレーシング課長。ブリヂストンのMOTOGPにおける総責任者。
- 大坪檀 - 元従業員。静岡産業大学学長。
- 前田裕子 - 元執行役員。京都府立医科大学特任教授、中外製薬監査役、コーセー取締役、九州大学理事、旭化成取締役等。
- 福井烈 - ブリヂストン所属元プロテニス選手。
- 神尾米 - ブリヂストン所属元プロテニス選手。
- 小山卯三郎 - ブリヂストン吹奏楽団久留米の第2・4代常任指揮者。死後、葬儀は楽団葬として執り行われた。
- ゲガール・ムサシ - スポンサー契約を結ぶ総合格闘家、同社のブランドアンバサダー。